# Soul Is Heavy
 (août 2014).
Albums de Nneka
Concrete Jungle My Fairy Tales
Soul Is Heavy est le quatrième album de la chanteuse Nneka, sorti en 2012.

## Titres
1. Lucifer ( No Doubt)
2. Sleep Nneka (feat. Ms. Dynamite)
3. My home
4. Shinning Star
5. Restless
6. Don't Even Think
7. J
8. Stay
9. Soul is heavy
10. Do You Love Me Now
11. Valley
12. V.I.P.
13. Camouflage
14. God Knows Why Nneka (feat. Black Thought)
15. Still I Rise  (feat. Wura Samba & Mohammed)